# Bahnstrecke Attigny–Baâlons
| Attigny Baâlons, 29. Mai 1916 |                                   |                         |                         |
| Fahrplan, Mai 1914 |                                   |                         |                         |
| Streckenlänge: | 18 km                             |                         |                         |
| Spurweite: | Bis 1923: 800 mm Ab 1923: 1000 mm |                         |                         |
| |                                   |                         |                         |
| \| \| \| von Revigny nach Amagne \| \| \| \| 0 \| Attigny \| Attigny \| \| \| 3 \| Charbogne/Saint-Lambert \| Charbogne/Saint-Lambert \| \| \| 7 \| Suzanne \| Suzanne \| \| \| 9 \| Tourteron \| Tourteron \| \| \| 12 \| Guincourt \| Guincourt \| \| \| 13 \| Saint-Loup/Terrier \| Saint-Loup/Terrier \| \| \| \| von Châtillon-sur-Bar \| \| \| \| 18 \| Baâlons \| Baâlons \| \| \| \| nach Poix-Terron \| \| |                                   |                         |                         |
| Bahnhof quer |                                   | von Revigny nach Amagne | von Revigny nach Amagne |
| Kopfbahnhof Streckenanfang (Strecke außer Betrieb) | 0                                 | Attigny                 | Attigny                 |
| Bahnhof (Strecke außer Betrieb) | 3                                 | Charbogne/Saint-Lambert | Charbogne/Saint-Lambert |
| Bahnhof (Strecke außer Betrieb) | 7                                 | Suzanne                 | Suzanne                 |
| Bahnhof (Strecke außer Betrieb) | 9                                 | Tourteron               | Tourteron               |
| Bahnhof (Strecke außer Betrieb) | 12                                | Guincourt               | Guincourt               |
| Bahnhof (Strecke außer Betrieb) | 13                                | Saint-Loup/Terrier      | Saint-Loup/Terrier      |
| Abzweig geradeaus und von rechts (Strecke außer Betrieb) |                                   | von Châtillon-sur-Bar   | von Châtillon-sur-Bar   |
| Bahnhof (Strecke außer Betrieb) | 18                                | Baâlons                 | Baâlons                 |
| Strecke nach links (außer Betrieb) |                                   | nach Poix-Terron        | nach Poix-Terron        |

Die Bahnstrecke Attigny–Baâlons war eine 18 Kilometer lange Schmalspur- und Meterspurbahn im Norden Frankreichs, die 1904 in Betrieb genommen wurde und bis 1948  betrieben wurde.

## Geschichte
Die Sekundärbahnstrecke der Chemins de fer départementaux des Ardennes wurde aus militärischen Überlegungen mit der ungewöhnlichen Spurweite von 800 mm, gebaut, damit sie im Falle einer Invasion nicht mit feindlichen Schienenfahrzeugen befahren werden konnte. Sie wurde 1904 eröffnet, erst nach dem Ersten Weltkrieg um 1923 auf Meterspur umgespurt und bis 1933 betrieben.